# Tên gọi của Thành phố Hồ Chí Minh

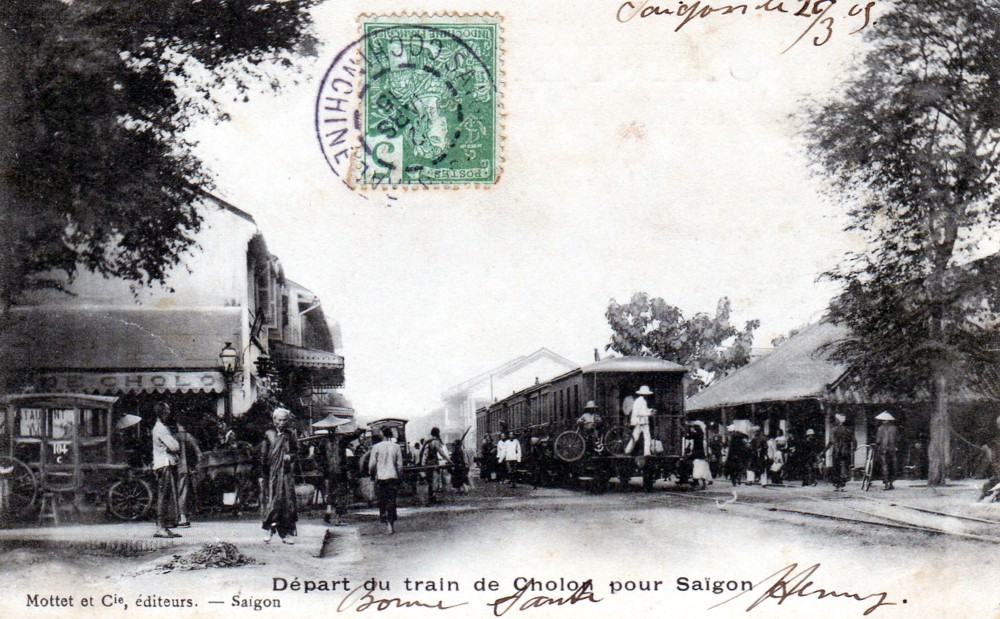
Một tấm bưu thiếp năm 1910 ghi tên "Saigon" (Saïgon), một phiên bản Tây hóa của từ Sài Gòn trong tiếng Việt.

Thành phố mà ngày nay được gọi là Thành phố Hồ Chí Minh (ngheⓘ) đã được gọi bằng một số tên khác nhau xuyên suốt lịch sử của nó, phản ánh sự định cư của các nhóm dân tộc, văn hóa, và chính trị khác nhau. Ban đầu được gọi là Prey Nôkôr khi còn là một phần của Đế quốc Khmer, nó được những người  Việt định cư chạy trốn Chiến tranh Trịnh–Nguyễn ở phía bắc mệnh danh một cách không chính thức là Sài Gòn (ngheⓘ). Sau này, người Việt kiểm soát thành phố và các khu vực xung quanh, và đã đặt tên cho thành phố là Gia Định. Tên này vẫn tồn tại cho đến khi Pháp đến chiếm đóng vào những năm 1860; họ lấy tên Saïgon đặt cho thành phố, Tây hoá tên gọi truyền thống của thành phố trong tiếng Việt. Tên hiện tại được đặt sau Sự kiện 30 tháng 4 năm 1975, và vinh danh Hồ Chí Minh, nhà lãnh đạo đầu tiên của Việt Nam Dân chủ Cộng hòa. Tuy nhiên, ngay cả ngày nay, tên gọi Sài Gòn dù không chính thức vẫn còn được sử dụng trong tiếng nói hàng ngày, ở cả trong nước lẫn trên quốc tế, đặc biệt là trong cộng đồng người Việt hải ngoại và người Việt địa phương ở miền nam. Cả hai tên gọi Sài Gòn và Thành phố Hồ Chí Minh đều xuất hiện trên logo chính thức của thành phố.

## Tên Khmer
Khu vực mà Thành phố Hồ Chí Minh ngày nay tọa lạc khả năng cao đã có người định cư từ rất lâu kể từ thời tiền sử; đế quốc Phù Nam (mặc dù vẫn còn tranh cãi về việc Phù Nam có phải là một quốc gia Khmer hay không) và sau này là Chân Lạp đã duy trì sự hiện diện ở vùng đồng bằng sông Cửu Long trong nhiều thế kỷ. Thành phố được gọi là Prey Nôkôr (tiếng Khmer: ព្រៃនគរ) bởi Đế quốc Khmer, nhiều khả năng là đã duy trì một vùng định cư ở đây nhiều thế kỷ trước khi phát triển vào thế kỷ 11 và 12. Cách giải thích phổ biến nhất của tên này, được cựu Quốc vương Campuchia Norodom Sihanouk ủng hộ, cho rằng tên này có nghĩa là "thành phố rừng" hoặc "vương quốc rừng"—prey có nghĩa là rừng, và nôkôr là một từ Khmer có nguồn gốc từ tiếng Phạn có nghĩa là thành phố hoặc vương quốc. Tên gọi Krŭng Prey Nôkôr (tiếng Khmer: ក្រុងព្រៃនគរ; "Thành phố Prey Nôkôr") hiện được sử dụng để chỉ Thành phố Hồ Chí Minh ngày nay trong tiếng Khmer.

## Tên tiếng Việt

### Sài Gòn

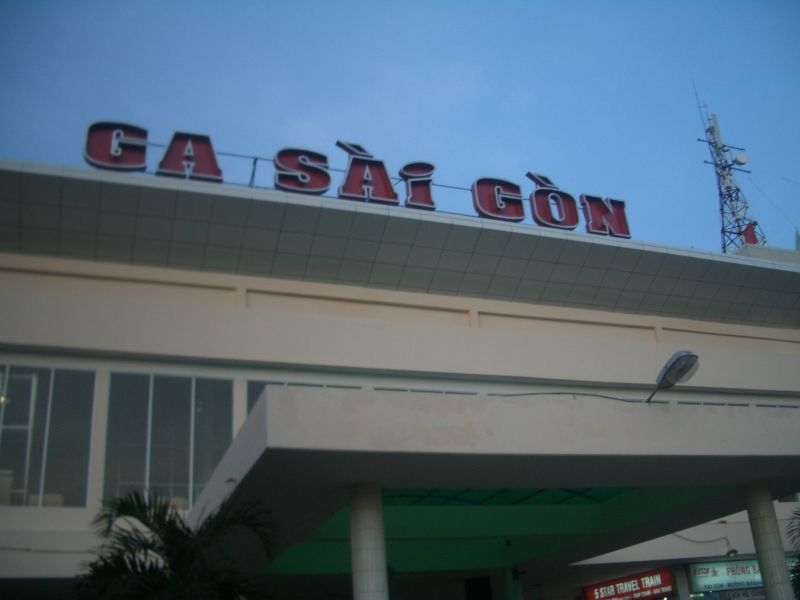
Ga Sài Gòn vẫn giữ tên truyền thống được sử dụng một cách không chính thức từ những năm 1920.

Bắt đầu từ những năm 1620, Prey Nôkôr dần dần được định cư bởi những người Việt tị nạn chạy trốn Chiến tranh Trịnh–Nguyễn ở phía bắc. Năm 1623, vua Khmer Chey Chettha II (1618–1628) cho phép người Việt đến định cư tại khu vực này; họ sau đó gọi nơi đây là Sài Gòn, và thiết lập một nhà hải quan tại Prey Nôkôr. Làn sóng người Việt định cư ngày càng tăng đã lấn át vương quốc Khmer—bị suy yếu do chiến tranh với Thái Lan—và Việt Nam hóa khu vực này một cách từ từ. Sau khi chiếm được thành phố trong Chiến dịch Nam Kỳ năm 1859, người Pháp đã chính thức Tây hóa tên truyền thống của thành phố này thành "Saigon" (tiếng Pháp: Saïgon).
Kể từ thời mà người Việt lần đầu định cư tại đây, tên gọi không chính thức là Sài Gòn vẫn được sử dụng trong ngôn ngữ hàng ngày; ngoài các văn bản chính thức ra, thì nó vẫn là cách phổ biến nhất để đề cập đến thành phố này ở Việt Nam, mặc dù đã đổi tên chính thức sau khi Chiến tranh Việt Nam kết thúc vào năm 1975. Sài Gòn vẫn được dùng để chỉ quận ở trung tâm thành phố, Quận 1. Ga Sài Gòn ở Quận 3, nhà ga chính của thành phố, vẫn giữ nguyên tên, cũng như sở thú của thành phố. Tên Sài Gòn cũng xuất hiện trong tên công ty, tên sách và thậm chí trên bảng thông tin về chuyến bay: mã IATA của Sân bay Quốc tế Tân Sơn Nhất là SGN.
Có nhiều tranh cãi về nguồn gốc của tên này, từ nguyên học của nó được phân tích dưới đây. Người Việt thường viết tên gọi của thành phố là hai chữ Sài Gòn, theo quy ước truyền thống của chính tả tiếng Việt. Tuy nhiên, một số người viết tên thành phố là "SaiGon" hoặc "Saigon" để tiết kiệm khoảng trống hoặc khoác lên tên này một phong cách Tây hóa hơn.
Ngoài ra, cả hai tên Sài Gòn và Thành phố Hồ Chí Minh đều xuất hiện trên logo chính thức của thành phố.

#### Từ nguyên học
Từ nguyên học Hán-Việt

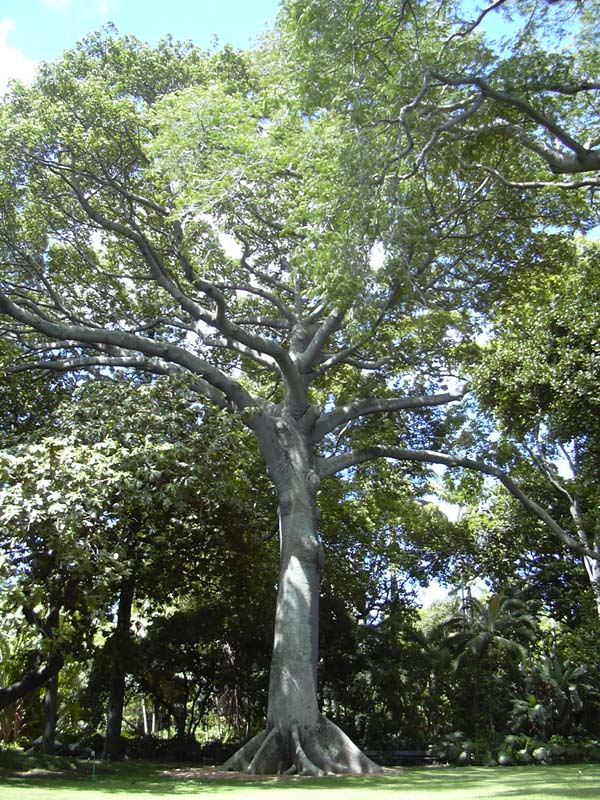
Sài Gòn có thể chỉ những cây bông gạo (bông gòn) phổ biến ở khắp thành phố Hồ Chí Minh.

Một lời giải thích hợp lý thường thấy là Sài là một từ mượn tiếng Trung (tiếng Trung: 柴, phát âm là chái trong tiếng Quan Thoại) có nghĩa là "củi, cành cây, nhánh cây; cọc rào", trong khi Gòn là một từ mượn tiếng Trung khác (tiếng Trung: 棍, phát âm là gùn trong tiếng Quan Thoại) có nghĩa là "cây gậy, cây sào, thân cây", và nghĩa của nó sau này trở thành "bông" (cotton) trong tiếng Việt (bông gòn, nghĩa đen là "gậy cotton", nói cách khác là "cây bông gòn", sau đó rút gọn là gòn).
Tên này có thể đã bắt nguồn từ những cây bông gòn mà người Khmer đã trồng xung quanh Prey Nôkôr, hiện vẫn còn có thể thấy ở chùa Cây Mai và các khu vực lân cận.
Một cách giải thích khác là nghĩa của từ nguyên "nhánh cây" (sài) và "thân cây" (gòn) được sử dụng để chỉ khu rừng rậm và cao từng tồn tại xung quanh thành phố, một khu rừng mà tên Prey Nokor của người Khmer đã được dùng để đề cập đến.
Trong tiếng Trung, thành phố được gọi là 西貢 (phiên âm của tên tiếng Việt), phát âm là Sāigung trong tiếng Quảng Châu, Sai-kòng trong tiếng Triều Châu và Xīgòng trong tiếng Quan thoại.
Từ nguyên học Quảng Châu
Một từ nguyên học hợp lý khác được đưa ra bởi Vương Hồng Sển, một học giả Việt Nam đầu thế kỷ thứ 20, khẳng định rằng Sài Gòn có nguồn gốc từ tên gọi Chợ Lớn trong tiếng Quảng Châu, quận của người Hoa ở Sài Gòn. Tên Quảng Châu (và tên gốc) của Chợ Lớn là "Tai-Ngon" (堤岸), có nghĩa là "bờ kè" hoặc "đê" (tiếng Pháp: quais). Giả thuyết này cho rằng "Sài Gòn" bắt nguồn từ "Tai-Ngon".
Từ nguyên học Thái
Theo ông Lê Văn Phát, một sĩ quan quân đội người Việt, nguồn gốc tương tự của cái tên này có thể đã bắt nguồn từ từ Cai-ngon trong tiếng Thái, có nghĩa là "bụi bông" hoặc "cây bông". Phát nói rằng người Lào gọi Sài Gòn là "Cai-ngon".
Từ nguyên học Khmer
Một từ nguyên học khác thường được đưa ra, mặc dù bây giờ được coi là từ nguyên ít có khả năng là đúng nhất, là "Sài Gòn" xuất phát từ "Sai Côn", là sự chuyển tự của tên gọi trong tiếng Khmer, Prey Nôkôr (tiếng Khmer: ព្រៃនគរ), nghĩa là "thành phố rừng" hay "vương quốc rừng", hoặc Prey Kôr, nghĩa là "rừng cây bông gòn".
Giả thuyết từ nguyên của tiếng Khmer này khá thú vị, dựa trên bối cảnh rằng tiếng Khmer phổ biến và tồn tại khi những người Việt định cư đầu tiên đến khu vực này. Tuy nhiên, nó vẫn chưa giải thích được hoàn toàn việc từ "prey" trong tiếng Khmer bằng cách nào lại thành "sài" trong tiếng Việt, vì hai âm tiết này có vẻ khá khác biệt về mặt ngữ âm và là âm tiết ít hợp lý nhất và ít có khả năng nhất trong từ nguyên tiếng Khmer.
Từ nguyên học Chăm
Từ nguyên học tiếng Khmer ở trên bị coi là ít có khả năng nhất vì sự bật âm phức tạp của "Prey", trái ngược với sự bật âm đơn giản của "Sài". Hơn nữa, có sự khác biệt về mặt giọng nói giữa sự bật âm của "kôr" và "gòn", chưa kể đến sự rụng âm [no] trong "Nôkôr" mà không có thanh điệu tăng cao đi kèm, trong khi đó điều này thường xảy ra trong quá trình đơn âm hóa trong các ngôn ngữ thanh điệu Đông Nam Á (Thurgood, 1992; Thurgood và Li, 2002). Tuy nhiên, nếu từ này trực tiếp từ tiếng Chăm chuyển sang tiếng Việt mà không qua trung gian là tiếng Khmer, thì sự bật âm phức tạp, rụng âm và sự khác biệt về giọng nói sẽ được loại bỏ. Hơn nữa, luân phiên âm [au]~[o] phổ biến trong tiếng Việt, và vẫn còn cho đến ngày nay. Ví dụ, từ "không" được phát âm là [χomɰ] hoặc [χawmɰ]; đây không phải là phương ngữ tùy theo khu vực, mà được sử dụng ngẫu nhiên trên khắp thành phố Hồ Chí Minh ngày nay (Lopez, 2010). Do đó, dòng thời gian do Nghia M. Vo đưa ra (được chứng minh là sự phát triển ngữ âm bình thường bởi bằng chứng ngôn ngữ học) sẽ dẫn đến tên Bai Gaur trong tiếng Chăm được chuyển sang tiếng Việt là "Sài Gòn". Việc mũi hoá của các âm vang cuối chữ từ như [r] thành [n] là rất phổ biến trong tiếng Việt, và là một dấu hiệu rõ ràng của từ "Sài Gòn" trong tiếng Việt và "Prey Nôkôr" trong tiếng Khmer là hai từ kép của một từ Chăm gốc. Phép luận suy tương tự trong ngôn ngữ học thường xuất hiện sau từ nguyên gốc, chẳng hạn như trong phép biến hình "Gaur" thành "Nôkôr" bằng phép luận suy tương tự với từ tiếng Phạn "Nagara", cũng như trong các đặc điểm giàu trí tưởng tượng nhưng mang tính suy đoán cao được đưa ra ở trên nhằm áp đặt từ nguyên học của tiếng Hán–Tạng lên ngôn ngữ Đông Nam Á. Các nghiên cứu bản sắc – ngôn ngữ và lịch sử – ngôn ngữ sâu hơn về chủ đề này hiện vẫn đang được tiến hành. (Lopez, 2011)

### Gia Định
Tên Prey Nôkôr, cùng với sự cai trị của Campuchia đối với khu vực này, tồn tại cho đến những năm 1690, khi Nguyễn Hữu Cảnh, một quý tộc người Việt, được những nhà Nguyễn đang cai trị ở Huế cử đến để thiết lập các cơ cấu hành chính Việt ở vùng đồng bằng sông Cửu Long và các vùng lân cận. Hành động này chính thức tách khu vực này ra khỏi Campuchia, lúc này quá yếu để can thiệp do đang diễn ra xung đột với Thái Lan. Prey Nôkôr chính thức được đổi tên thành Gia Định (chữ nôm: 嘉定), và vùng này nằm dưới sự kiểm soát hành chính chặt chẽ của Việt Nam. Sau khi người Pháp đánh chiếm thành phố vào năm 1859, tên Gia Định bị loại bỏ và thay thế bằng tên "Sài Gòn", vốn luôn là tên phổ biến của thành phố. Hầu hết các bản đồ tiếng Hán không được cập nhật với tên mới cho đến (sớm nhất là) năm 1891, nên tên thành phố vẫn được viết là 嘉定 cho đến thời điểm đó.
Từ nguyên học
Nguồn gốc của tên Gia Định vẫn chưa được xác lập chắc chắn. Một từ nguyên có thể có liên quan đến các ký tự Trung Hoa được sử dụng để đánh vần tên này trong chữ Nôm: 嘉, có nghĩa là "vui vẻ", "tốt lành", hoặc "đẹp", và 定, có nghĩa là "quyết định" hoặc "bình định". Một từ nguyên có thể đúng khác, dựa vào việc những người nói tiếng Mã Lai còn tồn tại trong khu vực này trong khoảng thời gian mà người Việt định cư, cho rằng tên này có liên quan với các từ tiếng Mã Lai ya dingin hoặc ya hering, có nghĩa là "mát mẻ và lạnh" hoặc "lạnh và trong trẻo"—có thể đề cập đến đặc điểm của các tuyến đường thủy của khu vực này.

### Thành phố Hồ Chí Minh
Ngày 27 tháng 8 năm 1946, tờ báo chính thức của Việt Minh là Cứu Quốc đăng bài báo Thành Phố SÀI-GÒN Từ Nay Sẽ Đổi Tên là thành phố HỒ-CHÍ-MINH. Đây là lần đầu tiên có tuyên bố rằng thành phố này sẽ đổi tên theo Hồ Chí Minh, lãnh tụ đầu tiên của Việt Nam Dân chủ Cộng hòa.
Ngày 2 tháng 7 năm 1976, sau khi chính thức thành lập nước Cộng hòa xã hội chủ nghĩa Việt Nam ngày nay, chính quyền mới đã đổi tên thành phố.
Tên chính thức ngày nay là Thành phố Hồ Chí Minh. Trong tiếng Anh, tên này được dịch là Ho Chi Minh City; trong tiếng Pháp, nó được dịch là Hô-Chi-Minh-Ville (dấu mũ và dấu gạch nối đôi khi được lược bỏ). Do độ dài của tên gọi, nó thường được viết tắt hoặc viết tắt từng chữ đầu; "Tp. HCM" và "TPHCM" được sử dụng thay thế cho nhau trong tiếng Việt, cùng với "HCM City" hoặc "HCMC" trong tiếng Anh và "HCMV" trong tiếng Pháp.
Từ nguyên học
Như đã nói trên, tên gọi chính thức hiện nay để vinh danh lãnh tụ Việt Nam Dân chủ Cộng hòa tên là Hồ Chí Minh; ông đã chết trước thời điểm Sự kiện 30 tháng 4 năm 1975 xảy ra, có vai trò quan trọng trong việc thành lập nước Cộng hòa xã hội chủ nghĩa Việt Nam. "Hồ Chí Minh" không phải là tên ban đầu của ông; tên khai sinh là Nguyễn Sinh Cung, và chỉ bắt đầu sử dụng tên mới này vào khoảng năm 1940. Cái tên này, được ông sử dụng trong suốt những năm cuối đời, kết hợp giữa một họ Việt thông thường (Hồ, 胡) với một tên cụ thể có nghĩa đen là "ý chí sáng tỏ" (từ Hán Việt 志明; Chí có nghĩa là 'ý chí', và Minh nghĩa là 'ánh sáng'), về bản chất, có nghĩa là "người mang ánh sáng".

## Các tên gọi khác
Vương quốc Chăm Pa, mặc dù chủ yếu nằm dọc theo bờ Biển Đông, được các nhà sử học ghi nhận là đã mở rộng về phía tây vào đồng bằng sông Cửu Long. Người Chăm đã đặt cho thành phố cái tên là "Baigaur" (hay "Bai Gaur"); tác giả Jacques Népote cho rằng đây có thể là một biến tấu đơn giản của tên Prey Kôr tiếng Khmer; ngược lại, tác giả Nghia M. Vo ngụ ý rằng người Chăm đã tồn tại trong khu vực này trước khi Khmer đến chiếm đóng, và tên Baigaur được đặt cho ngôi làng mà sau này được gọi là Prey Nokor.

## Tranh cãi

### Chủ nghĩa dân tộc Khmer
Khu vực ngày nay được gọi là Thành phố Hồ Chí Minh là một phần của một số đế quốc trong lịch sử có liên quan đến Campuchia ngày nay, bao gồm Phù Nam, Chân Lạp và Đế quốc Khmer. Các khu định cư chính thức của người Khmer khả năng cao đã có từ thế kỷ 11. Trong khi đó, sự hiện diện đầu tiên của người Việt trong khu vực này có từ cuối thế kỷ thứ 15. Sự xâm lấn dần dần của người Việt vào vùng đất từng là đất của người Khmer, đỉnh điểm là việc thành lập Quốc gia Việt Nam thống nhất vào năm 1949 và sự nhượng bộ Nam Kỳ (người Khmer gọi là Kampuchea Krom, tức "Hạ Campuchia") cho Việt Nam đã khiến cho người Khmer có cảm giác cay đắng đáng kể đối với người Việt. Do đó, nhiều người tự coi mình là theo chủ nghĩa dân tộc Khmer sẽ gọi Thành phố Hồ Chí Minh là Prey Nôkôr, ám chỉ đến vị thế trước đây của thành phố là một thành phố cảng của người Khmer.

### Người Việt hải ngoại
Trong số khoảng 3 triệu người Việt hải ngoại, phần lớn là những người tị nạn chính trị đã rời Việt Nam sau năm 1975 do Sự kiện 30 tháng 4 năm 1975 và việc chế độ Cộng sản lên giành quyền kiểm soát, đã đến định cư ở Bắc Mỹ, Tây Âu và Úc. Đa số chống đối chính phủ hiện tại của Việt Nam, và, trong nhiều trường hợp, coi Hồ Chí Minh là một nhà độc tài đã hủy hoại Việt Nam bằng cách phát động chiến tranh với Việt Nam Cộng hoà. Do đó, họ thường không công nhận tên Thành phố Hồ Chí Minh, và sẽ chỉ gọi thành phố là Sài Gòn, tên chính thức trước đó của thành phố.